# Нумерованная нотная запись
Нумерованная нотная запись (кит. трад. 简谱, упр. 簡譜, пиньинь jiǎnpǔ, цзяньпу) — система музыкальной нотации, используемая в Китае и, в некоторой степени, в Японии, Индонезии (в похожем формате под названием «нот ангка»), Малайзии, Австралии, Ирландии, Великобритании, США и англоязычной Канаде. Она восходит к системе, разработанной Пьером Галеном, известной как система Галена-Пари-Шеве. Также известна как Ziffernsystem в Германии.

## Описание нумерованных обозначений

### Музыкальные ноты
Цифры от 1 до 7 представляют музыкальные ноты (точнее, ступени). Они всегда соответствуют диатонической мажорной гамме. Например, в тональности до мажор их соотношение с нотами и сольфеджио таково:
| Нота:       | C  | D  | E  | F  | G  | A  | B  |
| Сольфеджио: | do | re | mi | fa | so | la | ti |
| Цзяньпу:    | 1  | 2  | 3  | 4  | 5  | 6  | 7  |

В соль мажор:
| Нота:       | G  | A  | B  | C  | D  | E  | F♯ |
| Сольфеджио: | do | re | mi | fa | so | la | ti |
| Цзяньпу:    | 1  | 2  | 3  | 4  | 5  | 6  | 7  |

Когда ноты читаются вслух или поются, они называются «до, ре, ми, фа, соль, ля, си». («Си» в английском языке было заменено на «ти» для того, чтобы иметь разные начальные согласные для каждой ноты.)

### Октавы
Точки над или под музыкальной нотой повышают или понижают её до других октав. Количество точек равно количеству октав. Например, «» на октаву ниже, чем «6». Таким образом, музыкальные гаммы можно записать следующим образом:
| Мажор: | 1   | 2   | 3 | 4 | 5 | 6 | 7 | • 1 |
| Минор: | 6 • | 7 • | 1 | 2 | 3 | 4 | 5 | 6   |

Если над или под номером находится более одной точки, точки располагаются друг над другом.
Там, где под цифрами есть линии длины ноты, любые точки помещаются под линиями. Таким образом, точки под числами не всегда выровнены, некоторые из них могут быть смещены, чтобы не сталкиваться с линиями длины ноты.

### Аккорды
Аккорды можно передать, располагая ноты вертикально, с самой нижней нотой внизу, как в западной нотации. Каждая нота имеет свои собственные октавные точки, но только самая нижняя имеет линии длины.
Арпеджио-аккорды обозначаются записью стандартного западного символа арпеджио слева от аккорда.
Символы аккорда, такие как Cm, могут использоваться, если точное звучание не имеет значения.

### Длина ноты
Простое число представляет собой четвертную ноту. Каждое подчеркивание уменьшает длину ноты вдвое: одна черта обозначает восьмую ноту, две — шестнадцатую ноту и так далее. Черточки после ноты удлиняют её, каждая черточка на длину четвертной ноты.
Точка после простой или подчеркнутой ноты увеличивает её длину вдвое, а две точки — на три четверти.
Подчеркивание вместе с его соединением аналогично количеству флагов и луча в стандартной нотации. То же самое и с точками.

### Паузы
Число «0» обозначает паузу. Правила длительности аналогичны правилам для нот, за исключением того, что принято повторять «0» вместо добавления тире для пауз длиннее четверти паузы. Пауза длительностью 3
4 обозначается | 0 0 0 |, длительностью 4
4 — | 0 0 0 0 |. Символ многотактовой паузы, используемый в стандартных обозначениях, также может быть принят.

## История и использование
Подобная запись была представлена Жан-Жаком Руссо в его работе, представленной Французской академии наук в 1742 году.
Хотя эта система в некоторой степени используется в Германии, Франции и Нидерландах, а также меннонитами в России, она так и не стала популярной в западном мире. Цифровая запись широко использовалась в 1920-х и 30-х годах Колумбийским университетом, педагогом музыки Педагогического колледжа Сатисом Коулманом, который считал, что она «оказалась очень эффективной для скорости игры у взрослых, а также оказалась достаточно простой для маленьких детей для целей записи и чтения мелодий, которые они поют и играют на простых инструментах».
Эта система очень популярна среди некоторых азиатских народов, что делает правила кодирования и декодирования музыки более доступными, чем на Западе, поскольку китайцы чаще могут читать цзяньпу с листа, чем стандартную нотацию. Большинство китайских традиционных музыкальных партитур и сборников популярных песен публикуются в цзяньпу, а нотация цзяньпу часто включается в вокальную музыку с нотоносцем.
Индексация с нумерованным обозначением позволяет искать музыкальное произведение по мелодии, а не по названию. Фактический пример можно найти в Новом китайском сборнике гимнов.
Причина её популярности среди китайцев заключается в том, что цзяньпу соответствует китайской музыкальной традиции. Это естественное расширение и унификация нотации гунче , широко использовавшейся в древнем Китае для записи музыки. Гунче использует ряд иероглифов для обозначения музыкальных нот, а цзяньпу можно рассматривать как цифры, заменяющие эти иероглифы. Монофонический характер музыки в китайской традиции также способствует широкому использованию, потому что для записи монофонической музыки подойдет даже пишущая машинка.
По сравнению со стандартной записью нумерованная запись очень компактна для записи мелодической линии или монофонических частей. Можно даже записывать музыку между строками текста. Стандартная нотация с её графической нотацией лучше отражает длительности.

## Примеры
На двух изображениях ниже показано, как одно и то же музыкальное произведение записывается с использованием стандартной и нумерованной записи.

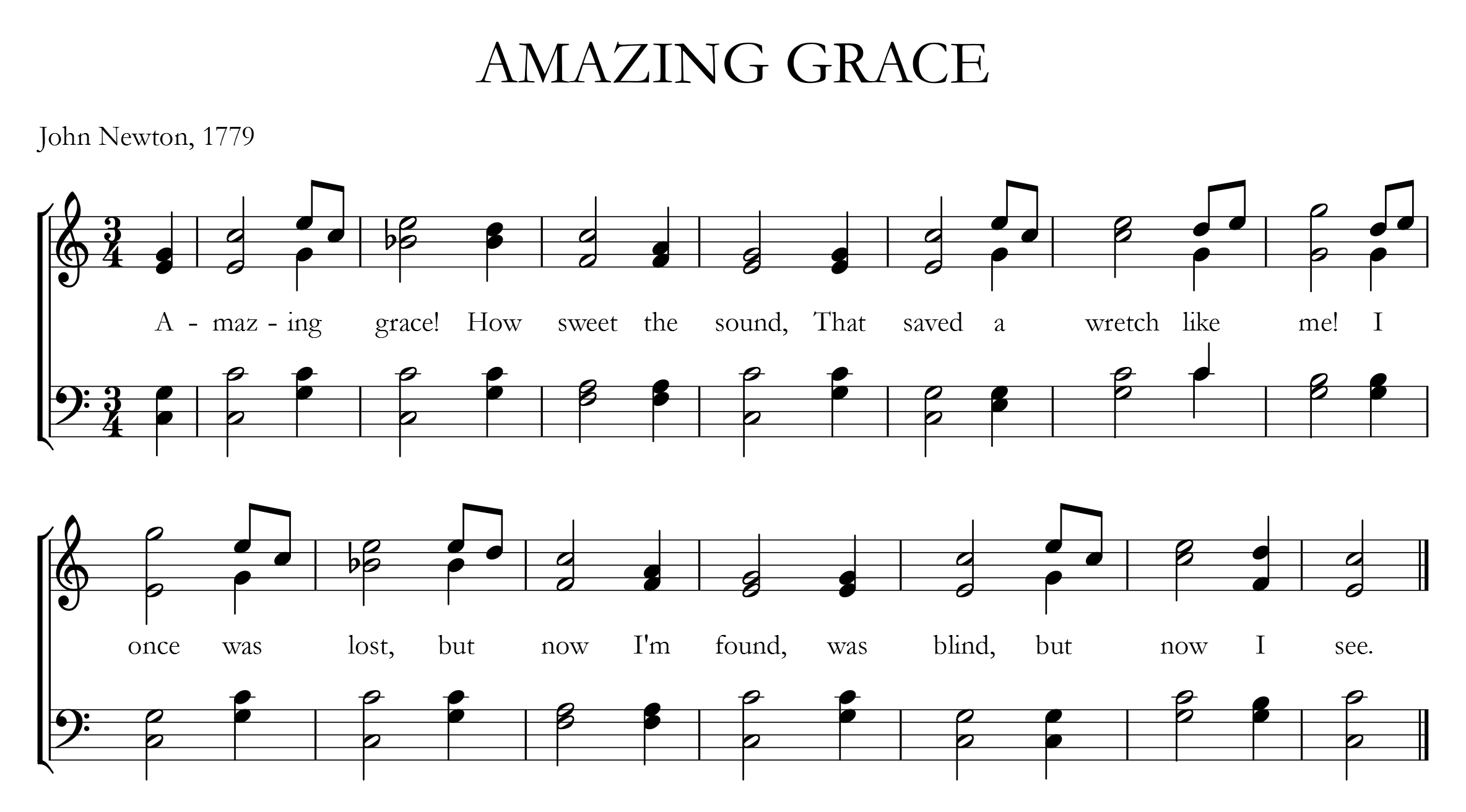
Гимн «О, благодать» записан в стандартной нотации.

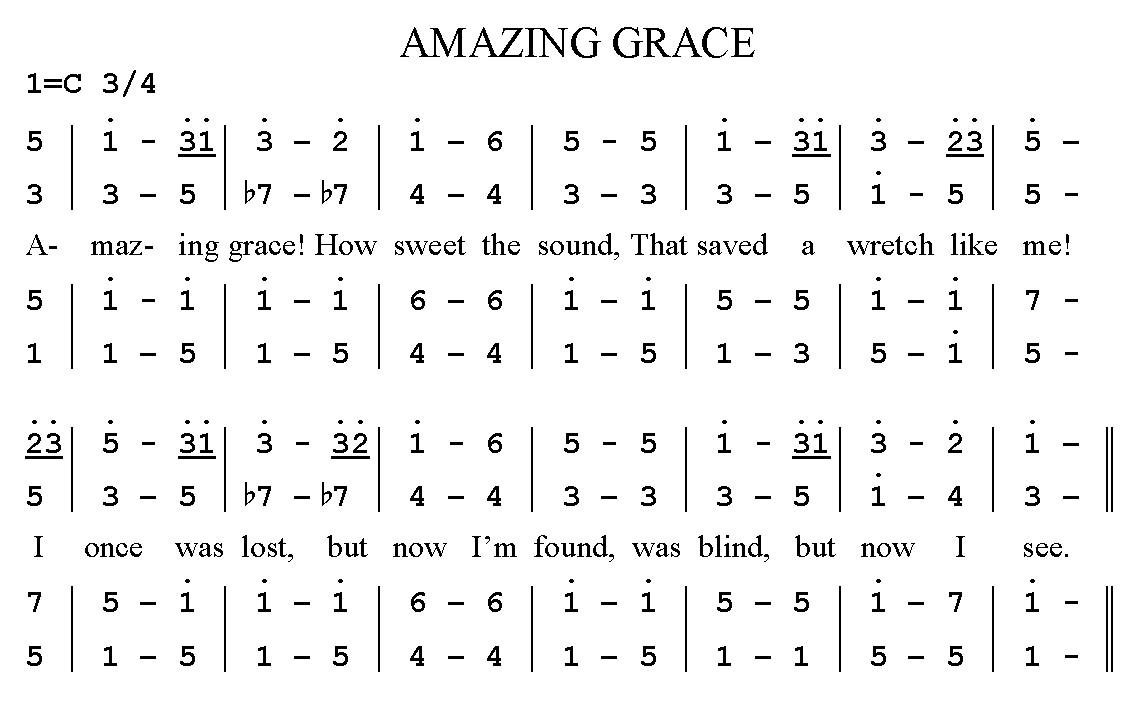
Гимн «О, благодать» написан в нумерованной нотной записи.

## Онлайн-Нумерованная нотная записьилиОнлайн-цзяньпу
После появления Интернета Нумерованная нотная запись стала проще, чтобы вводить её с помощью простых символов ascii. Например, первую строфу Amazing Grace можно записать так:
/ 005 //
/ 1’0(3’1') / 3’02' / 1’06 / 505//
/ 1’0(3’1') / 3’0(2’3') / 5’00 / 00(2’3') //
/ 5’0(3’1') / 3’0(3’2') / 1’06 / 505//
/ 1’0(3’1') / 3’02' / 1’00! / 000 //

## Программное обеспечение для печати нумерованных партитур
Ряд приложений Microsoft Windows на китайском языке доступен для редактирования WYSIWYG партитур (необязательно с текстами) в пронумерованной нотной записи. Обычно они поддерживают только нумерованную нотацию, то есть невозможно задать нумерованную нотацию с партитурой в западном стиле в одном и том же файле. Ранее можно было добавить нумерованные обозначения к партитурам Sibelius с помощью стороннего плагина, который больше не распространяется. Англоязычные приложения для работы с нумерованными партитурами относительно редки.
В 2019 году был начат проект по созданию кроссплатформенного англо-китайского редактора партитур, который может печатать цзяньпу, стандартную запись или табулатуры и сохранять свои партитуры в MusicXML с использованием компонентов LGPL.
Существуют также технические методы печати нумерованных обозначений (в различных формах) с помощью GNU LilyPond. Одним из них является конвертер, который переводит цзяньпу в нотацию LilyPond.